# Kawasaki Heavy Industries
Kawasaki Heavy Industries, Ltd. (яп. 川崎重工業株式会社 кавасаки дзю:го:гё: кабусики-гайся) — японская корпорация со штаб-квартирами в городах Кобе и Токио (Минато), созданная Кавасаки Сёдзо в 1896 году; один из крупнейших в мире промышленных концернов.
Изначально компания занималась судостроением, но в настоящий момент основные производимые товары — это промышленные роботы, гидроциклы, тракторы, поезда, двигатели, боевая экипировка, лёгкие самолёты и вертолёты, а также детали для самолётов Боинг, Эмбраер и Бомбардье.
Среди выпускаемых Kawasaki товаров также находятся мотоциклы и мотовездеходы (подразделение Consumer Products and Machinery).

## Продукция

### Судостроение
см. Kawasaki Shipbuilding Corporation (англ.)

### Рельсовый подвижной состав

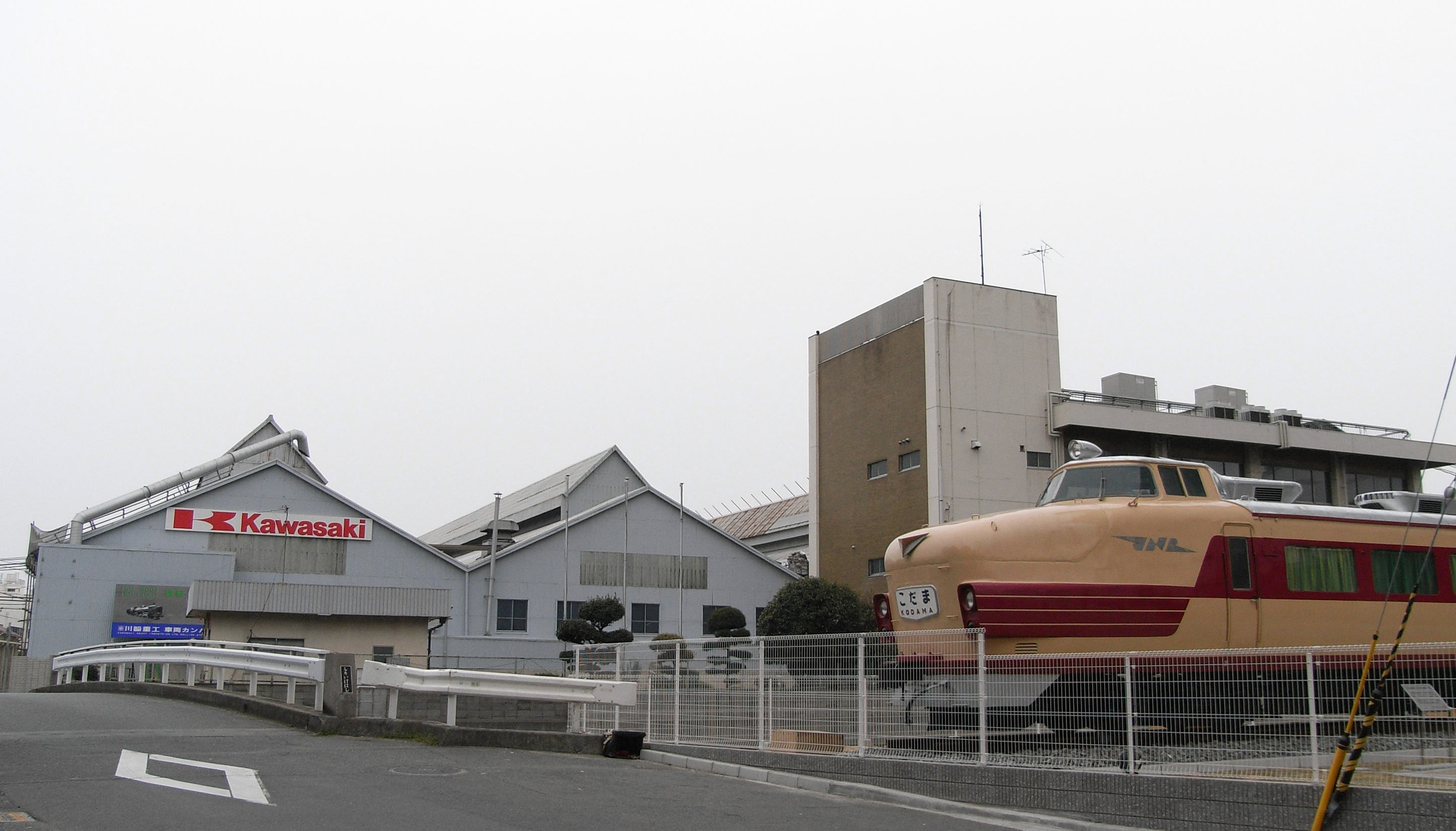
Железнодорожный завод KHI в Хиого

Кавасаки — крупнейший в Японии производитель подвижных составов. С момента начала своей деятельности в промышленности в 1906 году компания произвела целый ряд транспортных средств, которые оставили след в истории железнодорожной промышленности, включая первый паровоз, произведенный частной компанией в Японии, и первый японский алюминиевый подвижной состав. Всего, начиная с 1906 года компания произвела более 90 тыс. единиц железнодорожной техники.
Компания производит высокоскоростные поезда для высокоскоростной сети японских железных дорог Синкансэн, кроме поезда 800 series.

### Авиастроение и космические аппараты

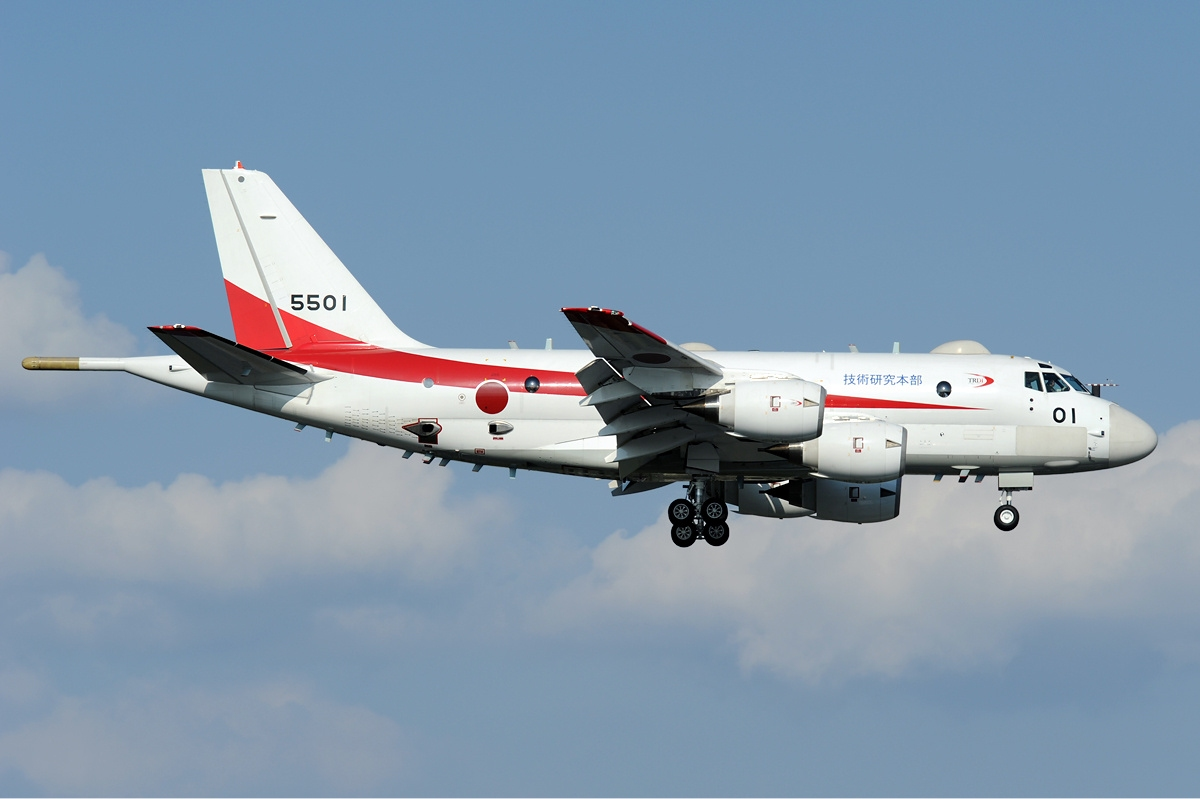
Kawasaki XP-1

В данной области специализируется подразделение компании Kawasaki Heavy Industries Aerospace Company
В 1922 году появился первый аэроплан, полностью построенный компанией.
Свой первый самолёт (бомбардировщик и разведчик «тип 88») компания построила в 1927 году.
К известным самолётам фирмы относятся истребитель Ki-10 (первый полёт в 1935), а также широко применявшиеся во Вторую мировую войну истребители Ki-45 (1941), Ki-61 (1941; построено свыше 3000) и лёгкие бомбардировщики Ki-32 (1937), Ki-48 (1938). После войны авиационное производство было возобновлено в 1954 г., и в 1950-х — 1960-х годах в основном включало лицензионный выпуск американских вертолётов, самолётов и двигателей.

#### Космические аппараты

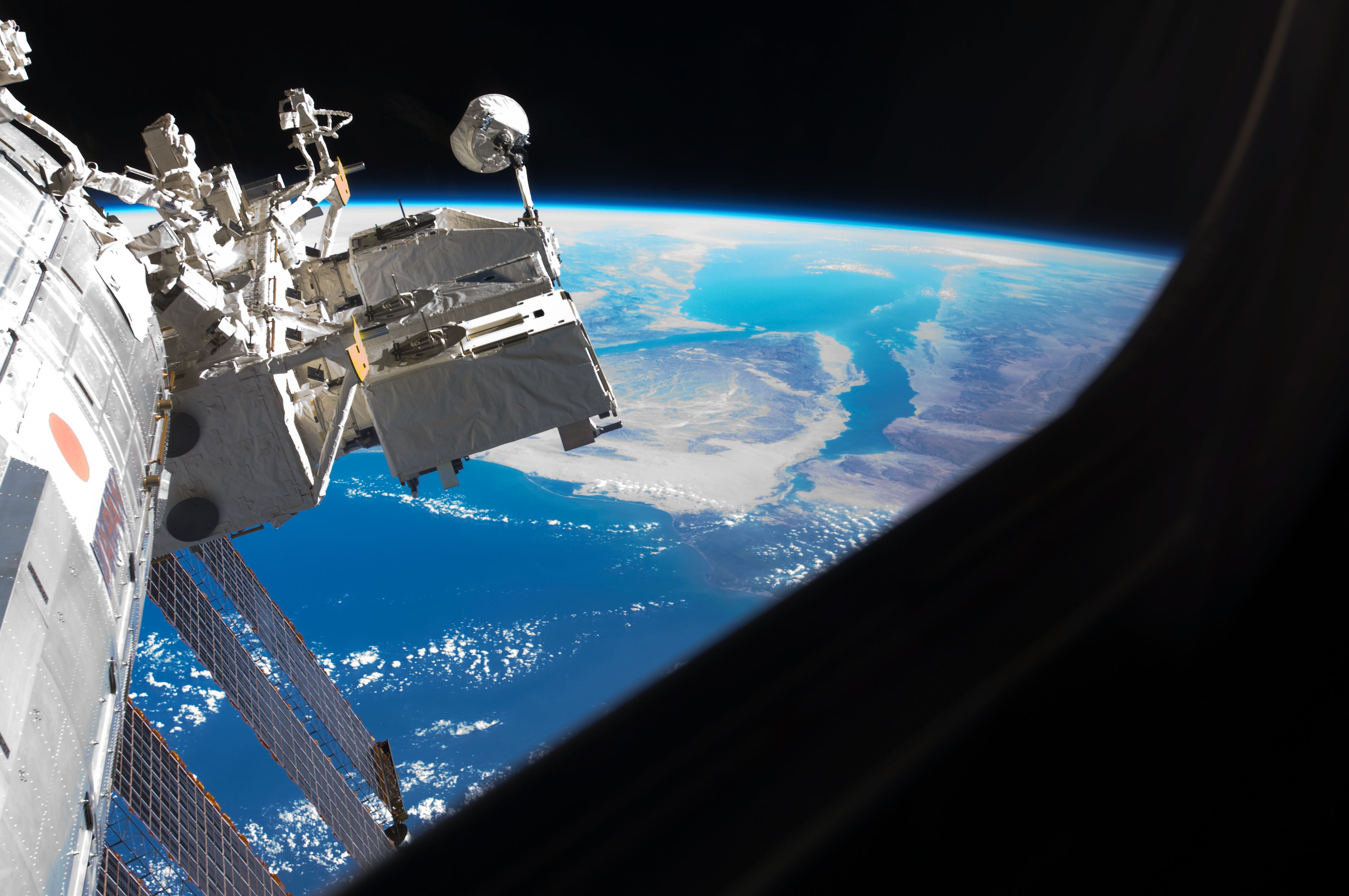
Японский Модуль для МКС (Kibo)

Компания участвовала в проектах, связанных с космической робототехникой, таких как: японский экспериментальный модуль для МКС (Kibo, ISS module), экспериментальный орбитальный самолёт HOPE-X и стыковочный механизм для экспериментально-технологического спутника (ETS-V II).
С 1990-х Компания была ответственной за разработку и производство головных обтекателей, сцепки головного обтекателя (PAF) и производства пускового комплекса для ракеты Н-II. В настоящее время «Кавасаки» участвует в разработке стратосферной платформы и пилотируемой космической технологии, включая обучение астронавтов.

### Энергоустановки и оборудование
Компания производит энергетические установки с использованием газопоршневого «Зеленого Газового Двигателя Кавасаки» — собственной разработки компании с лучшим электрическим КПД в мире — 48,5 %. При этом выбросы NOx не превышают 200 ppm (при О2 = 0 %). По сравнению с газовыми двигателями того же класса «Зеленый Газовый Двигатель Кавасаки» позволяет сократить расход топлива как минимум на 5 %.
Семь газотурбинных установок (ГТУ) — модель GPB70D (6,6 МВт; 9,18 Гкал/ч) — установлены на мини-ТЭЦ «Центральная» и «Океанариум» на о. Русский.

### Строительство промышленных предприятий
Компания участвует в строительстве комплекса заводов по выпуску аммиака и карбамида в Туркменистане. Строительство планируется завершить в 2014 году.

### Строительство объектов инфраструктуры

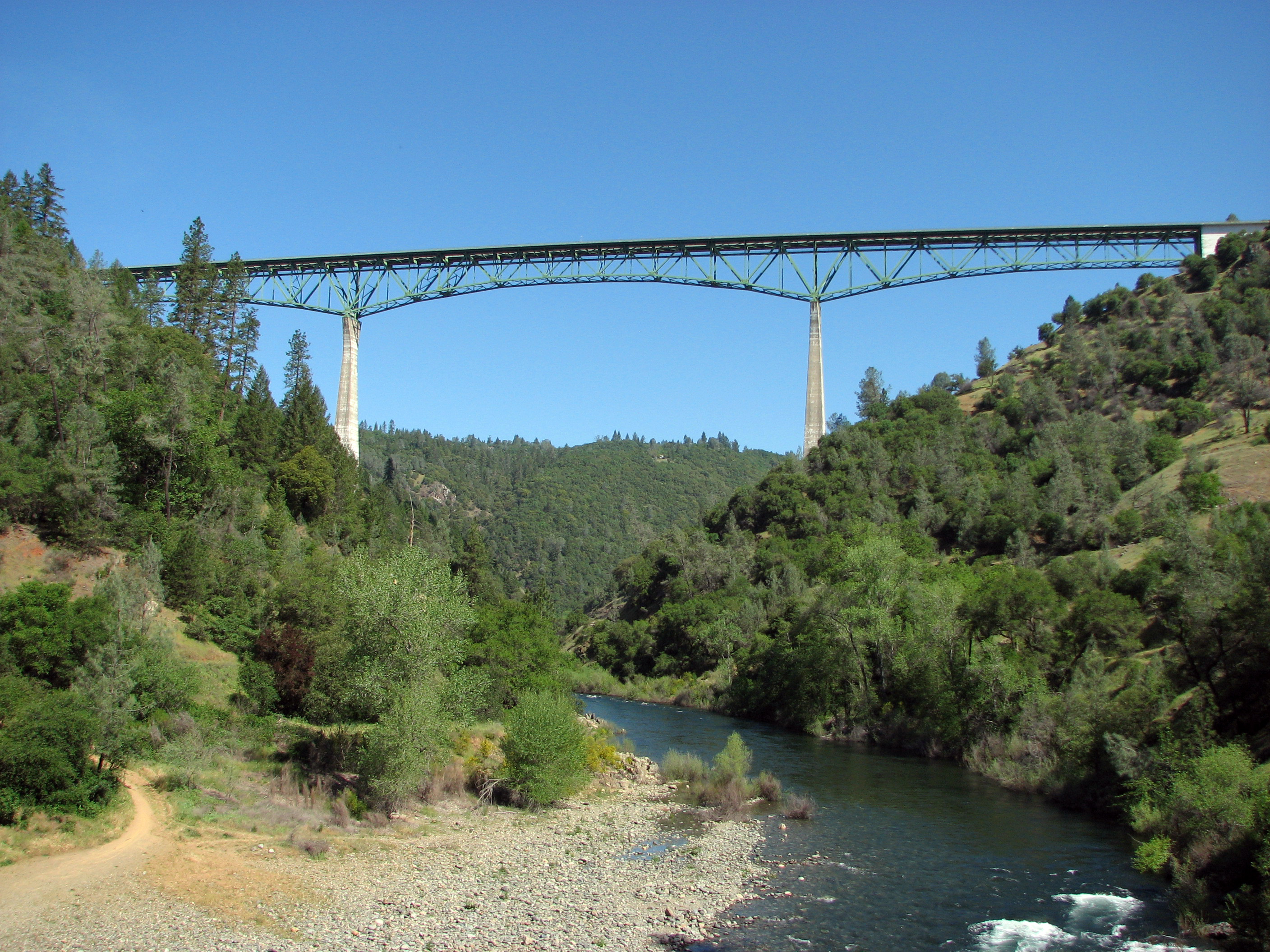
Консольный мост Форестхилл

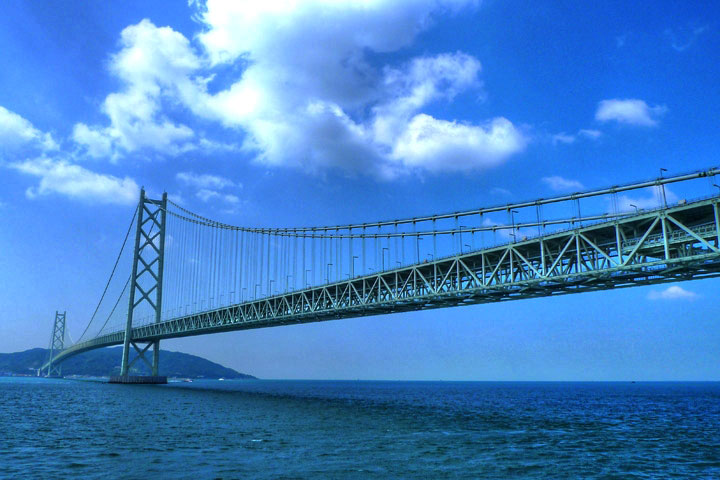
Подвесной мост Акаси-Кайкё

В 1971—1973 годах компанией для США был сооружён мост Форестхилл, по состоянию на 2014 год являющийся четвёртым в списке самых высоких мостов США и первым в аналогичном списке для Калифорнии.
В 1989 году компания начала строительство моста Акаси-Кайкё, впоследствии ставшего самым длинным подвесным мостом в мире, который был открыт в 1998 году.
Компания специализируется на прокладывании туннелей, как на внутреннем рынке, так и на международном уровне. Буровая туннелепроходческая машина, которая была использована для рытья Евротоннеля, и защитные устройства диаметром 14.14 метра, использованные в строительстве Аквалинии Токийского залива, — два хорошо известных примера.

### Очистные сооружения и переработка отходов
Компания обеспечивает работу мусоросжигательных предприятий, газификационных и выплавляющих систем, предприятий по очистке сточных вод и по сжиганию осадка, образующегося в резервуаре со сточными водами.
Компания Кавасаки также разработала устройства по переработке отработанного вторичного топлива (RDF), которые сушат, дробят и делают твердым воспламеняющиеся отходы, а также технологии по переработке бутылок из полиэтилентерефталата (PET) в полиэтилентерафтолатовые смолы, шлам в карбонизированный шлам и активированный уголь.

## Финансовые показатели
Компания понесла убытки в 1997—2000 годах. В 2001 году рост продаж и снижение операционных расходов помогли Kawasaki заработать ¥ 6280 млн. — первую прибыль за четыре года.
Показатели за 2008 год:
- Объём продаж — 1,5 триллиона иен (14,98 миллиарда долл.).
- Операционная прибыль — 76,91 миллиарда иен (765,57 миллиона долл.).
- Чистая прибыль — 35,14 миллиарда иен (350,71 миллиона долл.).

## Структура

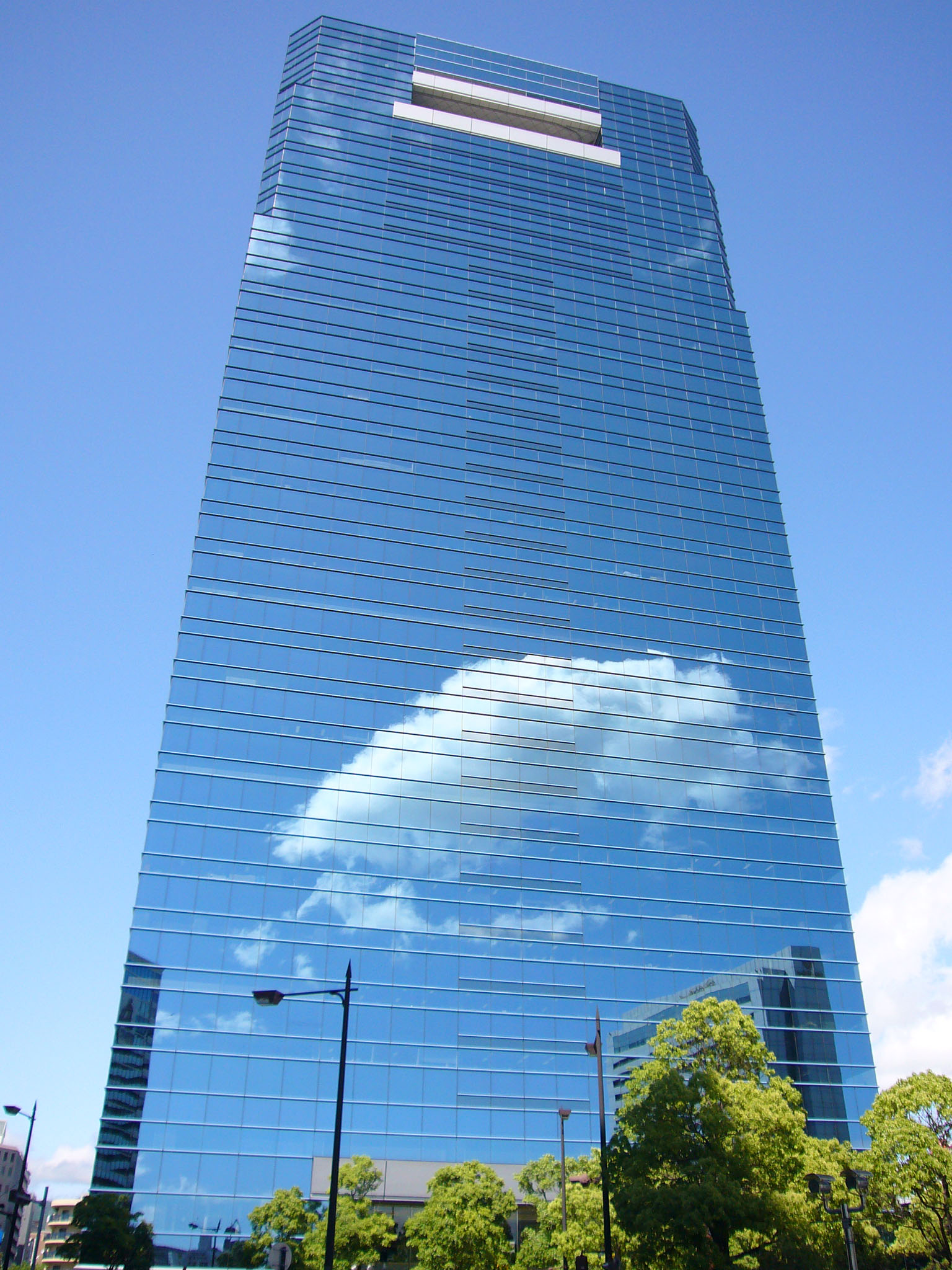
Головной офис KHI, г. Кобе

Kawasaki — многонациональная корпорация с более чем 50 холдингами (фабрики, дистрибьюторские центры, отделения по маркетингу и продажам), включает в себя 100 компаний в Японии и по всему земному шару, все вместе они формируют ведущую в мире промышленную и технологическую бизнес-группу.
С 2010 года компания имеет следующую структуру из 7 подразделений:
- Kawasaki Shipbuilding Corporation — Кавасаки Шипбилдинг Корпорейшен, учреждена в 2002 году, использует свои передовые технологии и мастерство в судостроении и ремонте судов на своих судостроительных заводах в Кобэ и Сакаидэ.
- Kawasaki Heavy Industries Aerospace Company по контракту с Министерством обороны и Японским агентством аэрокосмических исследований занимается поставкой аппаратуры для летательных и космических аппаратов, вертолётов, авиасимуляторов, разрабатывает воздушно-реактивные двигатели и ракетное оружие.
- Gas Turbine & Machinery Company — включает в себя два подразделения: Турбины Кавасаки (газ сухой перегонки) и Отделение машинного оборудования.
- Plant & Infrastructure Company (K-Plant) — Кавасаки Плант Системс Лимитед учреждена в 2005 году, является дочерней компанией, всецело принадлежащей компании Кавасаки, отвечает за проектирование промышленных предприятий от проекта до продажи.
- Motorcycle & Engine company
- Kawasaki Precision Machinery Ltd (KPM)- Кавасаки Пресижн Машинери Лимитед, учреждена в 2002 году, производит и реализует промышленное гидравлическое оборудование преимущественно для строительства машинного оборудования.

## Совместные предприятия и подконтрольные компании
Япония
- Nichijo Manufacturing Co., Ltd. — специализируется на производстве снегоуборочной техники

Северная Америка
- Kawasaki Robotics (U.S.A.), Inc.
- KCMA Corporation (до 2009 года — Kawasaki Construction Machinery Corp. of America). Специализируется на реализации и производстве колесных фронтальных погрузчиков. Рынками сбыта служат Соединённые Штаты, Центральная и Южная Америка, Канада. Компания выделена с целью создания альянса с компанией Hitachi и её дочерним предприятием TCM Corporation, которая имеет контрольный пакет акций KCMA Corporation.
- Kawasaki Rail Car Incorporated (г. Йонкерс, США) — производство рельсовых тележек.
- Kawasaki Motors Manufacturing Corp. (г. Линкольн, США) — производство мотоциклов.